# Klaus-Peter Justus
Klaus-Peter Justus (República Democrática Alemana, 1 de julio de 1951) fue un atleta alemán especializado en la prueba de 1500 m, en la que consiguió ser campeón europeo en 1974.

## Carrera deportiva
En el Campeonato Europeo de Atletismo de 1974 ganó la medalla de oro en los 1500 metros, corriéndolos en un tiempo de 3:40.55 segundos, llegando a meta por delante del danés Thomas Hansen y del también alemán Thomas Wessinghage (bronce con 3:41.10 s).